# Рахлін Натан Григорович
Ната́н Григо́рович Ра́хлін (28 грудня 1905 (10 січня 1906), Сновськ — 28 червня 1979, Казань) — український диригент. Заслужений артист Української РСР (23.11.1939), Народний артист Української РСР (1947), Народний артист СРСР (1948).

## Біографічні дані
Народився 28 грудня 1905 (10 січня 1906) року на станції Сновськ (нині місто Сновськ Чернігівської області) в музично обдарованій бідній єврейській сім'ї. У 1923—1927 роках навчався в Київській консерваторії, 1930 року закінчив диригентський факультет Музично-драматичного інституту імені Лисенка в Києві.
Був диригентом симфонічних оркестрів у Харкові, Києві, Москві та Казані. У 1932—1934 роках — диригент симфонічного оркестру Харківського радіокомітету. У 1934-35 рр. працював у Куйбишеві, у 1935-37 рр. — у Донецьку. У 1937—1941 і 1945—1962 роках — головний диригент та художній керівник Державного симфонічного оркестру УРСР у Києві, у 1941—1945 роках — головний диригент Державного симфонічного оркестру СРСР (Москва).
1966 року за активної участі Рахліна створено Симфонічний оркестр Татарської АРСР (Казань), яким Натан Григорович керував до останніх днів життя.
У 1938—1966 роках (із перервою) викладав у Київській консерваторії (від 1946 — професор). У 1967—1979 роках — професор Казанської консерваторії.
Був членом КПРС (від 1947).

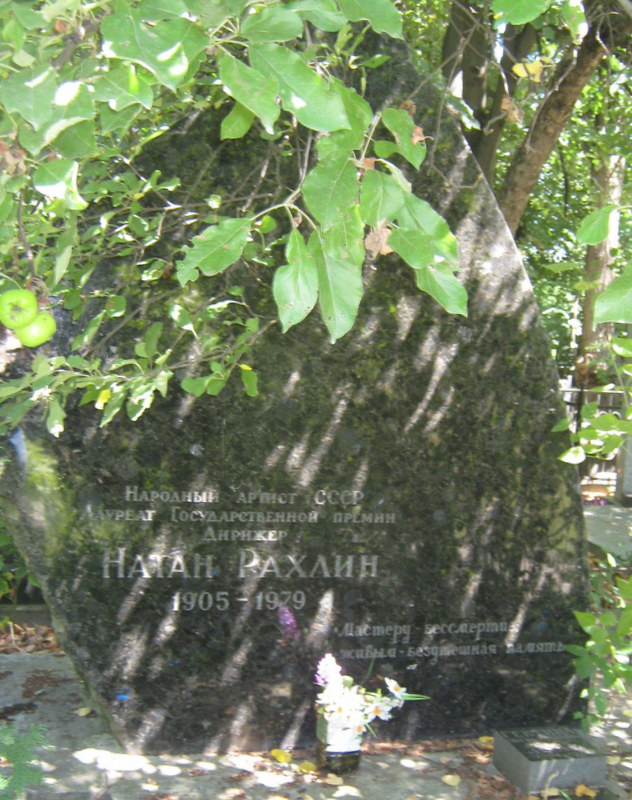
Могила Натана Рахліна

Помер 28 червня 1979 року в Казані. Похований у Києві на Байковому кладовищі (ділянка № 33).

## Творчість
Чимало творів українських композиторів були виконані вперше під диригентурою Рахліна: третя симфонія Бориса Лятошинського, «Героїчна увертюра» Віктора Косенка, твори Вадима Гомоляки, Георгія Майбороди, Льва Колодуба та ін.
Визначався досконалою диригентською технікою, що дозволяла йому досягти високого музичного рівня в роботі з оркестром за мінімуму репетицій. Артист експресивного напрямку, Н. Рахлін славився своїми інтерпретаціями великих полотен Бетховена та Чайковського, симфоній Дворжака, симфонічних поем Ліста.

## Звання, премії, нагороди
- 1938 — лауреат першого Всесоюзного конкурсу диригентів (друга премія).
- 23.11.1939 — заслужений артист Української РСР
- 1947 — народний артист Української РСР
- 1948 — народний артист СРСР.
- 1952 — Сталінська премія.
- Нагороджено орденом Леніна, двома іншими орденами, медалями.

## Родина
Донька видатного диригента, Леонора Рахліна (1934—2006) — видатний краєзнавець та мистецтвознавець.

## Вшанування пам'яті
У місті Чернігів 8 лютого 2024 року вулицю 8 Березня перейменували на вулицю Натана Рахліна.
Дитяча музична школа у Сновську носить ім'я Натана Рахліна.

## = Примітки
1. ↑  Шапошніков, Денис (8 лютого 2024). Перейменування у Чернігові: на честь кого і чого старі й нові назви вулиць. Суспільне Чернігів. Архів оригіналу за 11 вересня 2024. Процитовано 20 лютого 2025.